# Provincia di Jaén (Perù)
La provincia di Jaén è una delle 13 province della regione di Cajamarca nel Perù.

## Capoluogo e data di fondazione
Il capoluogo è Jaén de Bracamoros.
La provincia è stata istituita il 19 maggio 1828.
- Sindaco (alcalde):
  - 2019-2022: José Francisco Delgado Rivera.
  - 2007-2010: Jaime Manuel Vílchez Oblitas.

## Superficie e popolazione
- 5232,57 km²
- 179 699 abitanti (inei2005)

## Provincie confinanti
Confina a nord con la provincia di San Ignacio; a est con la provincia di Bagua e con la provincia di Utcubamba della regione di Amazonas; a sud e a sud-est con la provincia di Cutervo; a ovest con la provincia di Huancabamba e a sud-ovest con la provincia di Ferreñafe e con la provincia di Lambayeque della regione di Lambayeque.

## Geografia antropica

### Suddivisioni amministrative
È suddivisa in dodici distretti:
- Bellavista
- Chontali
- Colasay
- Huabal
- Jaén
- Las Pirias
- Pomahuaca
- Pucará
- Sallique
- San Felipe
- San José del Alto
- Santa Rosa

## Festività
- Settimana santa
- 16 luglio: Madonna del Carmelo
- Signore dei Miracoli